# Стилиян Петров
Тази статия е за футболиста Стилиян Петров. За режисьора Стилиян Петров вижте тук
Стилиян Петров (прякори Стан и Стенли) е бивш български футболист – полузащитник.

## Биография
Роден е на 5 юли 1979 г. в град Михайловград. Започва своята професионална футболна кариера в ПФК Монтана, в който играе от 1995 г. до 1997 г. От 1997 г. до 1999 г. играе в ЦСКА. В А група има 64 мача и 9 гола (45 мача с 3 гола за ЦСКА и 21 мача с 4 гола за Монтана).
От 1999 г. до 2006 г. в Селтик изиграва 234 мача, като отбелязва 60 гола. Той е третият български футболист, играл във висшия ешелон на шотландския футбол (след Илиян Киряков и Цанко Цветанов). На 30 август 2006 г. преминава в английския Астън Вила.
След отказването на Красимир Балъков от българския национален отбор по футбол на 30 април 2003 г. Стилиян Петров поема капитанската лента и я носи 29 мача. Впоследствие тя е дадена на Димитър Бербатов, след като Стилиян се отказва от националния отбор в края на 2006 година. Той е изиграл най-много мачове с фланелката на българския национален отбор.
През октомври 2005 г. Стилиян Петров написва автобиографията си „You Can Call Me Stan: The Stiliyan Petrov Story“ (Може да ме наричате Стан: Историята на Стилиян Петров) с помощта на спортния журналист Марк Гуиди. Книгата е преиздадена през октомври 2006 г.
Стилиян Петров е избран за Футболист №1 на България за 2003 г. Освен това е класиран 4 пъти на 2-ро място (през 2000, 2001, 2005 и 2009 г.) и 2 пъти на 3-то място (през 2002 г. и 2006 г.)
Обявен е за почетен гражданин на Монтана през 2006 година. Петров дарява премията за званието на деца с умствени увреждания.

## Футболна кариера

### Български клубове
Роден в Монтана, той започва професионалната си кариера с местния отбор на ПФК Монтана. На 18-годишна възраст е забелязан от Георги Василев и преминава в ЦСКА (София) за сумата от 30 000 евро. С ЦСКА (София) печели Купата на България за сезон 1998/1999. През месец юли 1999 г. преминава в Селтик с трансферна сума 3 400 000 евро.

### „Селтик“, Глазгоу
В „Селтик“ Петров успява да си създаде международно име. Първата му година в тима не е много успешна, но в следващия сезон успява все по-често да намира място сред тутилярите. До 2009 г. е десетият най-резултатен играч в историята на Шотландската висша лига с 55 гола.

### „Астън Вила“, Бирмингам
На 30 август 2006 г. Селтик приема офертата на Астън Вила. Трансферът е на стойност £6,5 млн., като впоследствие сумата може да достигне до £8 млн. Петров сключва четиригодишен договор. Дебютът му е на 10 септември срещу Уест Хам, като мачът завършва при равенство 1:1.
Стилиян вкарва първия си гол за „Астън Вила“ на 11 декември 2006 г. при равенството 2:2 с Шефилд Юнайтед.
Първите два сезона не са добри за Стилиян Петров, след като той все още не може да се наложи в състава. В сезон 2008/2009 обаче се налага като несменяем титуляр. На 12 април 2008 г. Стилиян вкарва гол от над 40 метра срещу Дарби Каунти при победата на Астън Вила с 6:0. Това е най-далечното попадение, вкарвано от играч на Астън Вила в цялата история на клуба.
През май 2009 г. Стилиян Петров получава три награди за Играч на сезона – едната от английските привърженици на клуба, втората от останалите футболисти на отбора, а третата от българския национален фен клуб на Астън Вила – Bulgarian Lions.
На 20 май 2009 г. Петров подписа нов договор с Астън Вила до 2013 г. След преминаването на Гарет Бари в Манчестър Сити и отказването на Мартин Лаурсен от футбола, Стилиян Петров поема капитанската лента в Астън Вила.

### Национален отбор
Стилиян Петров дебютира за Българският национален отбор по футбол на 23 декември 1998 г. в приятелска среща с Мароко. На 29 март 2000 г. Петров вкарва първия си гол за националния отбор в приятелски двубой срещу Беларус.
След мача на националния отбор на България с Люксембург за Европейското първенство през 2008 (11 октомври 2006 г.), Стилиян прави изявление, в което обявява, че ще престане да се състезава за България, докато начело на отбора е Христо Стоичков. Самият Стоичков казва, че няма конфликт с Петров и че той винаги ще бъде капитан на А-отбора под негово ръководство. На 20 март 2007 Стилиян Петров се завръща в отбора за мача с националния отбор на Албания.  На 6 септември 2011 година в квалификационен мач за Европейското първенство по футбол през 2012 година, Стилиян Петров подобрява рекорда от 102 изиграни мача на Борислав Михайлов за българския национален отбор по футбол, след като изиграва мач номер 103 с националната фланелка. Сега рекордът му е 106 мача.

## Личен живот
Женен е за Паулина Петрова, с която имат 2 деца – Стилиян Младши и Кристиян (2007).

## Левкемия
На 30 март 2012 г. в официалния сайт на „Астън Вила“ е публикувано съобщение, че Стилиян е диагностициран с левкемия. Заболяването е открито след мача с Арсенал, на 24 март, след който Стилиян развива треска и е подложен на медицински тестове.
 Цялата футболна общественост във Великобритания и България оказват голяма подкрепа на футболиста. На 31 март по време на двубоя Астън Вила-Челси футболистите и на двата отбора излизат с фланелки в подкрепа на играча, а в 19-ата минута от двубоя (Стилиян играе с номер 19) целият стадион се изправя на крака и го аплодира бурно в продължение на минута. От началото на април започва лечение в лондонска клиника. Стилиян Петров временно прекратява футболната си кариера. 

## Оттегляне от футбола
На 9 май 2013 г. в специално интервю Стилиян Петров обявява оттеглянето си от професионалния футбол.
На 2 август 2012 г. е обявено, че болестта на Стенли е в ремисия, а по-късно на 9 май 2013 г., той обявява оттеглянето си от професионалния футбол. След близо 3-годишно успешно лечение, той успява да пребори коварната болест, последното му лечение завършва в началото на януари 2015. По-рано през декември в интервю, той казва че се чувства отново жив, и благодари на всички хора, и клубове че са го подкрепили в битката му с Левкемия.
Отборът на „Селтик“ организира бенефисен мач в чест на Стилиян Петров на 08.09.2013 г. на стадион „Селтик парк“ в Глазгоу пред 60 000 зрители. Стилиян Петров участва в мача.

### Прощално изпращане в България с футболна среща през 2023
На 6 септември с благотворителна цел на Националния стадион „Васил Левски“ се провежда „мач на надеждата“ в подкрепа на онкоболните. При 20 000 зрители, закупили билети за срещата, играят легендарни звезди на футбола от чужди отбори срещу български именити футболисти от миналото и днес. Спектакълът по изпращането на Стилиян Петров продължава около 4 часа. Футболистът играе по едно полувреме и за двата отбора.